# Fonte de Santo Adrião
A Fonte de Santo Adrião situa-se junto da estrada de Braga para a Falperra, freguesia da São Lázaro, em Braga, Portugal.
A fonte está situada junto ao portão da quinta com o mesmo nome, vindo a sua água da nascente que se situa no interior da quinta.
Construída em 1636 no pontificado do arcebispo de Braga D. Sebastião de Matos de Noronha, serviria para abastecimento dos habitantes da zona do Espadanido, assim como de viajantes que transitavam nesta estrada.
Esta estrada, que subia ao cimo da Falperra, seguindo depois em direcção a Guimarães, era via de comunicação existente entre as duas cidades.
Com a forma de chafariz espaldar, é construída em granito, e dela faz parte também um pequeno tanque. A água brota da boca de uma carranca talhada na pedra, sendo recebida no tanque e vertendo a água para o interior da quinta. A encimar a fonte, estão duas peças graníticas piramidais (uma de cada lado) e no centro uma cruz Primacial. Gravado na pedra no centro da fonte, está a data da sua construção - 1636.